# آيت القايد (أدار)
آيت القايد هي إحدى مشيخات المملكة المغربية، تتبع جغرافيا لإقليم تارودانت وإداريًا لأدار. يقدر عدد سكانها بـ 2844 نسمة حسب الإحصاء الرسمي للسكان والسكنى لسنة 2004.